# 베아테 마이늘라이징거

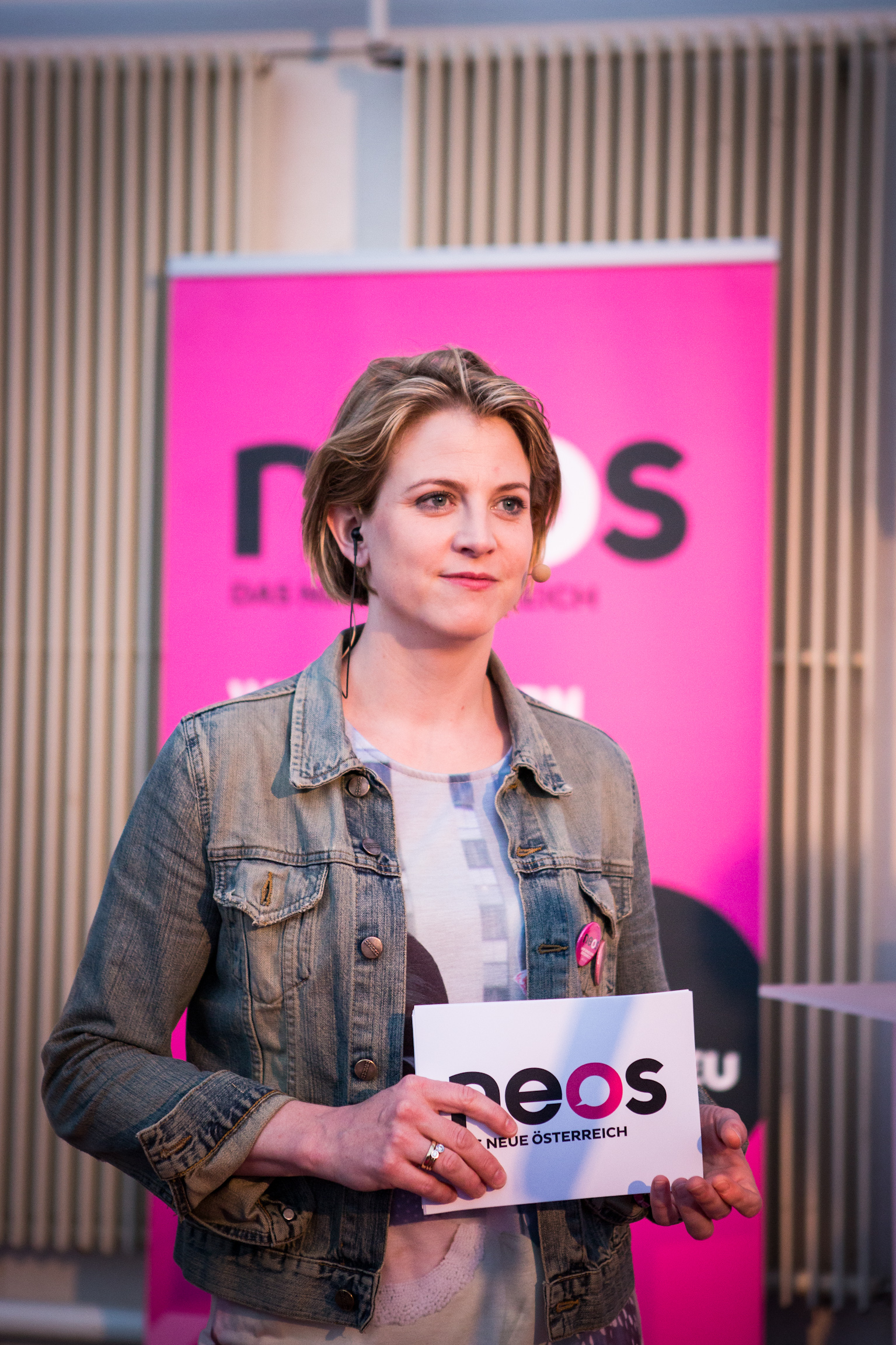
베아테 마이늘라이징거

베아테 마이늘라이징거(독일어: Beate Meinl-Reisinger, 1978년 4월 25일 ~ )는 오스트리아의 정치인이다. 2018년 6월 23일 마티아스 슈트롤츠의 뒤를 이어 NEOS - 신오스트리아와 자유포럼의 새 총재로 선출되었다.